# Historia de los judíos en el Reino Unido
El Reino Unido no se conformó como tal hasta 1707, pero la primera comunidad judía había llegado a la isla de Gran Bretaña mucho antes, en 1070, de la mano del rey Guillermo I de Inglaterra. Doscientos años más tarde de su llegada, los judíos ya no eran bienvenidos. El rey Eduardo I de Inglaterra aprobó el Estatuto de la judería (Statutum de Judaísmo) en 1275, que restringía las actividades de la comunidad, al declarar ilegal la práctica de la usura. Cuando, 15 años después, Eduardo I se dio cuenta de que muchas de estas disposiciones estaban siendo ignoradas, expulsó a los judíos de Inglaterra, que emigraron a países como Polonia, donde eran protegidos por la ley. No obstante, una pequeña comunidad judía persistió en Inglaterra en la clandestinidad, a pesar de la expulsión. En Escocia, por el contrario, los judíos no sufrieron leyes discriminatorias sino hasta 1707, fecha de su unión con Inglaterra.
En la actualidad, en el Reino Unido vive la segunda mayor comunidad judía de Europa, sólo por detrás de la de Francia. Es, asimismo, la quinta comunidad judía más grande de todo el mundo. El número de personas que se identifican como judíos en Inglaterra y Gales ha aumentado ligeramente durante la última década, lo que indica una estabilidad que contrasta con la impresión habitual de constante descenso de la diáspora. El incremento se debe en gran parte al rápido crecimiento de la comunidad jaredí.
Igualmente, durante la década de 2010, Gran Bretaña ha visto un aumento considerable de inmigrantes de origen judío, provenientes de Europa continental, principalmente de Francia, país que ha sido testigo de un aumento considerable de casos de antisemitismo en los últimos años.

## Los judíos en Inglaterra
La historia de los judíos en Inglaterra se remonta al reinado de Guillermo el Conquistador. Aunque es probable que hubiera habido alguna presencia judía en el período romano, no hay evidencia definitiva ni razón para suponer que hubo alguna comunidad durante la época anglosajona. El primer registro escrito de un asentamiento judío en Inglaterra data de 1070. El asentamiento judío continuó hasta el Edicto de expulsión del Rey Eduardo I en 1290.
Después de la expulsión, no hubo una comunidad judía abierta (pero sí individuos que practicaban el judaísmo en secreto) hasta el gobierno de Oliver Cromwell. Si bien Cromwell nunca readmitió oficialmente a los judíos en la Mancomunidad de Inglaterra, en 1656 se identificó una pequeña colonia de judíos sefardíes que vivían en Londres y a los que se les permitió permanecer allí.
La Ley de Naturalización Judía de 1753, un intento de legalizar la presencia judía en Inglaterra, permaneció en vigor sólo unos meses. Los historiadores suelen fechar la emancipación judía en 1829 o 1858, mientras que Benjamín Disraeli, judío sefardí pero convertido al anglicanismo, había sido elegido dos veces primer ministro del Reino Unido en 1868 y 1874. Ante la insistencia del líder irlandés Daniel O'Connell, en 1846 fue derogada la ley británica "De Judaismo", que prescribía una vestimenta especial para los judíos.
Debido a la rareza de la violencia antijudía en Gran Bretaña en el siglo XIX, adquirió una reputación de tolerancia religiosa y atrajo una importante inmigración de Europa del Este. Al estallar la Segunda Guerra Mundial, alrededor de medio millón de judíos europeos huyeron a Inglaterra para escapar de los nazis, pero sólo a unos 70.000 (incluidos casi 10.000 niños) se les permitió la entrada.
Los judíos enfrentaron antisemitismo y estereotipos en Gran Bretaña, y el antisemitismo en la mayoría de los casos iba de la mano de la germanofobia durante la Primera Guerra Mundial, hasta el punto de que los judíos fueron equiparados con los alemanes, a pesar de que la propia familia real británica tenía orígenes étnicos parcialmente alemanes. Esto llevó a muchas familias judías asquenazíes a adaptar al inglés sus nombres, pues a menudo sonaban alemanes.
Los judíos en el Reino Unido ahora suman alrededor de 275.000, de los cuales más de 260.000 residen en Inglaterra, lo que la convierte en la segunda comunidad judía mayor de Europa (detrás de Francia) y la quinta mayor de todo el mundo. La mayoría de los judíos de Inglaterra vive en Londres y sus alrededores, con casi 160.000 judíos en el propio Londres y otros 20.800 en la cercana Hertfordshire, principalmente en Bushey (4.500), Borehamwood (3.900) y Radlett (2.300). La siguiente población más importante se encuentra en el Gran Manchester, con una comunidad de poco más de 25.000 habitantes, principalmente en Bury (10.360), Salford (7.920), la propia Mánchester (2.725), y Trafford (2.490). También hay comunidades importantes en Leeds (6.760), Gateshead (3.000), Brighton (2.730), Liverpool (2.330), Birmingham (2.150), y Southend (2.080).

## Los judíos en Escocia
La historia de los judíos en Escocia se remonta al menos al siglo XVII. No se sabe cuándo llegaron los judíos por primera vez a Escocia, y las primeras referencias históricas concretas a una presencia judía en Escocia datan de finales del siglo XVII. La mayoría de los judíos escoceses de hoy son de origen asquenazí y se establecieron principalmente en Edimburgo y luego en Glasgow, a mediados del siglo XIX. En 2013, la Red de Estudios Judíos de Edimburgo comisarió una exposición en línea, basada en fondos de archivo y mapas de la Biblioteca Nacional de Escocia, que exploraba la influencia de la comunidad en la ciudad.
Según el censo de 2011, en Escocia vivían 5.887 judíos, lo que supone una disminución del 8,7% con respecto al censo de 2001. La población total de Escocia en ese momento era de 5.313.600 personas, lo que hacía que los judíos escoceses representaran tan sólo el 0,1% de la población.

## Los judíos en el País de Gales
La historia de los judíos en Gales comienza en el siglo XIII. Sin embargo, a finales de ese mismo siglo Gales es conquistado por los ingleses (1287-1283) y en 1290 Eduardo I expulsa a los judíos tanto de Gales como de Inglaterra por medio del llamado Edicto de Expulsión (1290). Desde entonces, y hasta el regreso formal de los judíos a Inglaterra en 1655, sólo hay una mención a los judíos en suelo galés.
Las comunidades judías se registraron en el siglo XVIII, mientras que los principales asentamientos judíos datan del siglo XIX.

## Los judíos en Irlanda del Norte
La primera referencia a judíos en Belfast data de 1652, y en 1771 se mencionó a un "carnicero judío", lo que sugiere que para entonces ya se había desarrollado una comunidad judía. Los judíos de Irlanda del Norte han vivido principalmente en Belfast, donde se estableció en 1870 la Congregación Hebrea de Belfast, una comunidad ortodoxa asquenazí. Otras antiguas comunidades estaban ubicadas en Derry y Lurgan.